# WOWvx
WOWvx is een technologie geïntroduceerd door Philips voor stereobeelden voor flatscreentelevisie. De eerste televisietoestellen met WOWvx kwamen op de markt in 2008.

## Werking
Om stereo te kunnen zien moet het linkeroog een ander beeld zien dan het rechteroog. WOWvx maakt gebruik van een speciale lens om een ander beeld naar het linker- en rechteroog te sturen. Het WOWvx-beeldscherm maakt gebruik van het zogenaamde '2D-plus-diepte' formaat. Dit houdt in dat naast het gewone tweedimensionale beeld er een zwart/wit-afbeelding naar het beeldscherm wordt gestuurd met de diepte-informatie. De CPU in de televisie berekent negen verschillende invalshoeken, waardoor men niet recht voor de televisie hoeft te blijven zitten maar vanuit elke hoek het effect kan waarnemen. Op dit moment worden er een 107 cm (42 inch) en een 51 cm (20 inch) verkocht in de professionele markt. Op dit moment zijn er twee WOW-schermen van 107 cm te zien in de receptie van Holland Casino in Breda en twee in Enschede. Het vijfde scherm van Nederland is te vinden in de foyer van het Efteling Theater in de Efteling, Kaatsheuvel.